# Леки крайцери тип „Дука дели Абруци“
Дука дели Абруци (на италиански: Luigi di Savoia Duca degli Abruzzi) са серия леки крайцери на италианския флот от времето на Втората световна война. Всичко от проекта за флота са построени 2 единици: „Дука дели Абруци“ (на италиански: Luigi di Savoia Duca degli Abruzzi) и „Джузепе Гарибалди“ (на италиански: Giuseppe Garibaldi). Серията се явява последващо развитие на крайцерите от типа „Дука д'Аоста“. Във военноморската литература са известни и като „Кондотиери E“ (Condottieri E). Известни са също и като типа „Джузепе Гарибалди“. Това са най-съвършените леки крайцери на италианския флот. Двата крайцера преживяват Втората световна война и впоследствие влизат в състава на ВМС на Италия. „Джузепе Гарибалди“ е радикално преустроен в периода 1957 – 1961 г. и става първият италиански ракетен крайцер.
Последващо развитие на крайцерите от типа „Дука дели Абруци“ трябва да бъдат леките крайцери от типа „Чано“, представляващи усъвършенствана версия на „Дука дели Абруци“. Предполага се построяването на шест крайцера от този тип, със залагане на първите два през 1940 г. Във връзка с влизането на Италия във Втората световна война плановете за построяването им са отменени.

## История на създаването
Еволюцията на италианските леки крайцери започва със създаването на проекта „Алберто да Джусано“, известен във военноморската литература като „Кондотиери А“. Командването на ВМС на Италия се стреми да получи кораби, способни ефективно да се борят с многобройните френски контраминоносци от типовете „Ягуар“, „Гепард“ и „Егл“, традиционно, макар и необосновано, причислявани от руските специалисти към лидерите на есминци. Финансовите ограничения принуждават поемането по пътя на палиативните решения. Крайният резултат става идеята за неголям и много бързоходен крайцер скаут. Четирите първи крайцера са заложени през 1928 г. и влизат в строй през 1931 г.
По проект новите крайцери трябва да не отстъпват по скорост на френските контраминоносци, но при това да имат подавляващо превъзходство по огнева мощ и далекобойност на главния калибър. На изпитанията „Кондотиери А“ показват рекордни скоростни качества, а „Алберико да Барбиано“ даже става формално най-бързоходния крайцер в света, развивайки ход от 42,05 възела. Но в реалната им експлоатация скоростта на първите италиански крайцери-скаути не надвишава 31 – 32 възела и така те се оказват недостатъчно бързоходни за поставените пред тях задачи. При това корабите се отличават с ниска надеждност, малка здравина на корпуса, силни вибрации на пълен ход. Мореходността им се оказва недостатъчна, запасът гориво малък, а обитаемостта неудовлетворителна. Не се оправдава и залогът върху огневата им мощ. Макар крайцерите и да носят по осем 152 mm оръдия в двуоръдейни кули, то техните балистически характеристики са прекалено форсирани, а самите оръдия са поместени в една люлка, прекалено близко едно към друго. Това предопределя доста ниската кучност на стрелбата им. И като капак на всичко това, броневата защита на „Кондотиерите“ от първата серия се оказва крайно слаба, което дава на италианските моряци повода иронически да ги наричат „мултфилми“ (на италиански: Cartoni animati) – каламбурът намеква на думата „картон“ (на италиански: cartone).
Още преди влизането в строй на „Кондотиери А“, италианския флот залага двата крайцера от типа „Луиджи Кадорна“, известни като „Кондотиери B“. Като цяло, те повтарят предходния проект, в който са внесени само незначителни подобрения. Като резултат, италианския флот получава в периода 1931 – 1933 г. шест скаута, които отстъпват на пълноценните крайцери на другите страни практически по всичките си характеристики и при това не ги превъзхождат по скорост. Този неприятен резултат принуждава италианското военноморско командване да преразгледа своите подходи към проектирането на корабите от този клас.
Първите относително ефективни леки крайцери на италианския флот са „Кондотиери С“ – двата кораба от типа „Раймондо Монтекуколи“, влезли в строй през 1935 г. Увеличението във водоизместимостта с повече от 2000 тона, в сравнение с предшественижите, отива, главно, за усилване на броневата защита. Тези крайцери имат зона на неуязвимост от огъня на 152 mm оръдия, но доста ограничена, тъй като бронираната палуба на типа „Раймондо Монтекуколи“ е прекалено тънка. Артилерията на главния калибър си остава същата и има все същите недостатъци. Въпреки това, новите крайцери чувствително превъзхождат типовете „А“ и „В“ и са основа за създаването на „Кондотиери D“ – двойката крайцери от типа „Дука д’Аоста“. Те попълват флота в периода 1935 – 1936 г. Водоизместимостта отново нараства, като почти целия прираст е изхарчен за подобряване на мореходността и усилване на бронирането. Независимо от това, и новите крайцери имат прекалено тънка хоризонтална защита и си остават уязвими за 152 mm снаряди при повечето дистанции. Артилерията на „Кондотиери D“ е без промяна.
Макар характеристиките на крайцерите от типовете „Раймондо Монтекуколи“ и „Дука д’Аоста“ значително да превъзхождат тези на „кондотиерите“ от първите серии, командването на ВМС на Италия не е напълно удовлетворено от своите нови крайцери. Тяхната броня не е достатъчно надеждна, а артилерията на главния калибър страда от значително разсейване на снарядите в залпа. Освен това, във флотовете на вероятните противници вече има тенденция към отказ от подавящото значение на скорост в полза на усилването на въоръжението и бронирането.
Така например, Франция пристъпва към строителството на серията леки крайцери от типа „Ла Галисионер“, които при умерена скорост на хода носят девет 152 mm оръдия и имат достатъчно добра защита от 152 mm снаряди. Другият вероятен противник, Великобритания, пристъпва към постройката на леките крайцери от типа „Саутхемптън“, въоръжени с 12 152 mm оръдия и доста солидно бронирани. Отчита се и факта, че и другите велики морски държави започват строежа на мощни леки крайцери от ново поколение. В Япония са заложени крайцерите от типа „Могами“ с 15 155 mm оръдия, а в САЩ се строи голямата серия крайцери от типа „Бруклин“ с 15 152 mm оръдия. Защитеността на японските и американските крайцери също е на високо ниво. На този фон „Кондотиерите“ C и D започват да изглеждат прекалено слаби.
Пред конструкторите е поставена задачата да създадат проект, който да не отстъпва на най-новите чужди крайцери по своите бойни качества. Изисква се подсигуряването на защита от 152 mm снаряди за всички очаквани дистанции на боя и частична защита от 203 mm снаряди. Освен това, се изисква усилване на въоръжението, както количествено, така и качествено. Желаейки при това да се съхрани водоизместимостта на новите крайцери в разумни предели, командването на флота разрешава да се ограничи максималната скорост на хода с показател от 31 възела. Характерно е, че аналогична цифра при проектирането на крайцерите от типа „Ла Галисионер“ задава и командването на френския флот. Над проекта за „Кондотиери E“ работят съвместно специалистите на водещите италиански корабостроителни фирми CRDA и OTO. Благодарение на разумните изисквания на флота конструкторите успяват да създадат доста балансиран проект. Фактически тези кораби завършват прехода на италианския флота от олекотените крайцери скаути към пълноценните леки крайцери.

## Конструкция

### Корпус и архитектура
Умерените изисквания на флота за максимална скорост на бъдещите кораби позволяват на проектантите да избегнат характерното за предшестващите типове крайцери удължение на корпуса до миноносните стандарти. При същата дължина на корпуса, както при типа „Дука д’Аоста“, ширината е увеличена почти с 1,5 метра. Тази мярка за първи път позволява да се поместят намалените по размери котли по два в ред, което на свой ред съкращава дължината на машинно-котелните отделения 1,5 пъти. В резултат се появява възможност за по-рационална компоновка.
Дължината на полубака е увеличена до 45% от дължината на корпуса. Кулите на главния калибър са преместени от краищата и така разтоварват последните. Измененият корпус в съчетание с разтоварените и по-пълни краища, позволява значително да се повиши мореходността. Тази мярка позволява да се съкрати дължината на бронираната цитадела и да се увеличи дебелината на бронята. По-рационално е поместена и универсалната артилерия. Комините са приближени един към друг, което изключва възможността да се поместят между тях катапултите, както при „кондотиери“ серии C и D, и принуждава да се поместят по два катапулта по бордовете. Носовата надстройка остава както преди, във вид на пресечен конус, където са съсредоточени всички постове за управление на кораба, включая бронираната бойна рубка. Така, както и на предшествениците, фокмачта няма. По своя силует тези крайцери имат значителна прилика с модернизираните линкори от типа „Конте ди Кавур“.

### Въоръжение

#### Главен калибър
Крайцерите от типа „Дука дели Абруци“ чувствително превъзхождат предшестващите серии „кондотиери“ по огнева мощ. Това е достигнато, както за сметка на увеличаване на броя стволове на главния калибър от осем до десет, така и с преминаването към по-мощен модел оръдия. Те стрелят с по-тежък снаряд (50 kg против 47,5 kg) и на по-голяма далечина (25 740 m против 22 600 m). Крайно важно усъвършенстване става новият способ за поставяне на оръдията. При всички по-рано построени италиански крайцери оръдията на главния калибър са поместени по две в една оръдейна люлка. Това се прави за икономия на място в кулата. Така за куполните 152 mm оръдия разстоянието между осите на стволовете съставлява само 75 cm, което крайно отрицателно влияе на кучността на стрелбата. При типа „Абруци“ всяко оръдие е в отделна люлка, а разстоянието между осите на стволовете достига 126 cm, при това както при двуоръдейните, така и при триоръдейните кули.
Оръдието 152 mm/Mod.1934 е разработено от компанията Ansaldo. По сравнение в предходните модели 152 mm оръдия на италианския флот, новият образец се оказва по-тежък и има по-голяма дължина на ствола, което подобрява топлопредаването. Самият ствол е моноблочен със свободен лайнер. Нарезката е постоянна със стъпка 30 калибра. Затворът е хоризонтален клинов. Отварянето и затварянето на затвора е ръчно. Механизмите за хоризонтално и вертикално насочване имат електрозадвижване, приложени са хидравлични спирачи на отката и пневматични прибойници. Осигуряват се ъгли на възвишение от —5° до +45°, зареждането им е възможно при ъгли от —0° до +20°.
В боекомплекта влизат бронебойни и фугасни снаряды. Бронебойният снаряд тежи 50 kg (според други данни – 49,57 kg), фугасният – 44,57 kg. Бронебойният снаряд е снаряжен с 1 kg тринитротолуол, и се комплектова с дънен взривател, а фугасният с 2,34 kg тринитротолуол, взривателя е на главата. Двата снаряда имат дължина от 4,13 калибра и са снабдени с балистични капачки. За увеличаване на живучестта на ствола и точността на стрелбата, началната скорост на снарядите е намалена в сравнение със 152 mm/53 оръдие. Бронебойният снаряд се изстрелва със скорост 925 m/s (1000 m/s при 152-mm/53), по-лекият фугасен има начална скорост от 995 m/s. Бронепробиваемостта се оценява като 86 mm круповска броня на дистанция 14 000 m при попадение по нормалата.
Системата за управление на огъня на главния калибър е като на крайцерите от типа „Дука д’Аоста“. Крайцерите има един командно-далекомерен пост, разположен на носовата надстройка. Той се комплектова с два петметрови оптически далекомера, стереоскопически. Там има и инклинометър и пост на старшия артилерийски офицер. Данните от командно-далекомерния пост поступват в централния артилерийски пост, разположен под броневата палуба. Там те се обработват от електромеханичен автомат на стрелбата RM1, създаден на основата на британския модел на фирмата Barr and Stroud. Освен това има два спомагателни поста за управление на огъня, на високите носова и кърмова кули, където са 7,2-метровите далекомери и автоматите за стрелба RM2. На крилата на мостика се намират постовете за управление на нощния огън, окомплектовани с нощни визьори.

#### Универсален калибър
Универсалният калибър е представен от сдвоени установки, разработени от инженер-генерала Еудженио Минизини, в които са поместени 100 mm оръдия OTO Mod. 1928. Това оръдие е разработено на базата на чешкото 100 mm оръдие Skoda 10 cm/50 (oa), с което в годините на Първата световна война се въоръжават крайцерите и разрушителите на австро-унгарския флот. Четирите установки са поставени побордно на среза на полубака и в средната част на кораба.
Оръдието има лайниран ствол и клинов затвор. Зареждането е унитарно, с помощта на пневматичен досилател. Живучестта на ствола е 500 изстрела. Сдвоената установка тежи 15 тона, снабдена е с 8 mm броневи щит и има уникална конструкция, при която с увеличението на ъгъла на възвишение на оръдията се мени височината на цапфите. Управлението на огъня на универсалната артилерия се осъществява от централния пост за управление на универсалната артилерия. Данните постъпват от два командно-далекомерни поста, снабдени с 3-метрови далекомери. Скоростите за насочване на установката са невисоки и съставляват 13 °/s по хоризонталната плоскост и 7°/s във вертикалната. В началото на Втората световна война това вече не съответства на изискванията за борба със скоростни самолети.

#### Зенитни автомати
Основно средство на близката ПВО са 37 mm сдвоени установки Breda Mod. 1932, разработени от компанията Società Italiana Ernesto Breda. Четири такива установки с маса по 5 тона са поставени по двойки – две на специална площадка около предния комин и две побордно на кърмовата надстройка. Автоматиката на оръдието работи за сметка на отвода на барутните газове. Подаването на снарядите е от пълнители за по шест патрона, които се поставят отгоре. Стволовете на оръдията имат водно охлаждане, за което на установката е монтирана циркулационна помпа. Имат и просто, но малко ефективно устройство за стабилизация на установката в ограничени предели. Всяка двойка се обслужва от разчет от седем души. Точността на стрелбата е сравнително ниска поради силната вибрация. Теоретическата скорострелност на всеки ствол съставлява 200 изстрела в минута, но на практика не надвишава 140 и/мин поради времето за смяната на пълнителите. Скоростта на вертикална наводка достига 14°/мин, хоризонталната – 15°/мин. Ефективността на установките като зенитно средство е смятана за ограничена. Планира се използването им основно за заградителен огън по торпедоносци.
Съгласно проекта и в съответствие с повелите на 1930-те години, ПВО за непосредствена близост от кораба трябва да се осигурява от големокалибрените зенитни картечници. Такова решение е използвано при предвоенните крайцери практически от всички велики морски държави. Италианският флот използва 13,2 mm сдвоени картечници Breda Mod. 1931, които са лицензионна версия на френската картечница Hotchkiss M1929, разработена от фирмата Hotchkiss et Cie. Сдвоената установка тежи 635 kg. Картечница работи за сметка на отвод на барутните газове, охлаждането на ствола е въздушно, като стволът има ребра. Подаването е от 30-зарядни пълнители, поставяни отгоре. Темпът на стрелба съставлява 500 и/мин, на практика не превишава 400 и/мин. Живучестта на ствола е ниска, което означава воденето на огън на къси серии. Сраженията на Втората световна война показват, че далечината на стрелба на големокалибрените картечници е недостатъчна, а поразяващото действие на куршума е прекалено малко. Италианските автори оценяват картечницата Breda Mod. 1931 като нискоефективна. За това в хода на е военните действия зенитните картечници започват да се свалят от корабите и да се заменят с 20 mm автоматични оръдия.
20 mm зенитни автомати са разработени от компанията Breda на базата на нейната голямокалибрена картечница Breda Mod. 1931. Автоматиката на оръдието работи на принципа на отвода на дулните газове, охлаждането на ствола е въздушно. Подаването се осъществява с помощта на 12-зарядни пълнители, поставяни хоризонтално. Темпът на стрелба достига 240 и/мин, но поради почивките за смяна на пълнителите фактически не превишава 150 и/мин. Ефективната досегаемост по височина е 2500 m. На крайцерите от типа „Дука дели Абруци“ 20 mm автомати са в сдвоените установки R.M.1935, като лявото оръдие е поместено над дясното. Това е свързано с особеностите на боеподаването – пълнителя минава през казенника, а стреляните гилзи постъпват след това обратно на мястото си. Аналогичен принцип за боеподаване се използва в тежката картечница Breda Mod.1937 на италианската армия. Самата установка R.M.1935 има доста голямо тегло – 2330 kg. Както и при 37 mm сдвоена установка, на R.M.1935 също има нискоефективна система за стабилизация и в заради това тя е изключвана. Откатът при стрелба води до съществена вибрация, макар и не толкова голяма, колкото при 37 mm аналог. Разчетът се състои от 5 души, управлението на огъня се отдава само на мерача.
|                                     | Артилерия на крайцерите от типа „Дука дели Абруци“ |                               |                           |                          |                          |                         |
| оръдие                              | 152,4 mm/55 Ansaldo Mod. 1934                      | 152,4 mm/55 Ansaldo Mod. 1934 | 100 mm/47AA OTO Mod. 1928 | 37 mm/54 Breda Mod. 1932 | 20 mm/65 Breda Mod. 1935 | 13,2 mm Breda Mod. 1931 |
| калибър, mm                         | 152,4                                              | 152,4                         | 100                       | 37                       | 20                       | 13,2                    |
| дължина на ствола, калибри          | 55                                                 | 55                            | 47                        | 54                       | 65                       | 75,7                    |
| маса на оръдието, kg                | 8900                                               | 8900                          | 2000                      | 277                      | 72                       | 47,5                    |
| скорострелност, изстрела/минута     | 4 – 5                                              | 4 – 5                         | 8 – 10                    | 60 – 120                 | 150                      | 400                     |
| ъгли на насочване                   | −5°/45°                                            | −5°/45°                       | −5°/+80°                  | −10°/+80°                | −10°/+100°               | −11°/+85°               |
| тегло на снаряда, kg                | 50                                                 | 50                            | 13,8                      | 0,823                    | 0,134                    | 0,052                   |
| начална скорост, m/s                | 910 – 995                                          | 910 – 995                     | 880                       | 800 – 830                | 840                      | 790                     |
| максимална далечина на стрелбата, m | 24 900 – 25 740                                    | 24 900 – 25 740               | 15 240                    | 7800                     | 2500                     | 2000                    |

#### Минноторпедно въоръжение
Крайцерите са въоръжени с два тритръбни торпедни апарата, поставени на горната палуба по бордовете, в средната част на кораба. Боекомплектът се състои от 12 533 mm торпеда. Крайцерите могат да носят и до 120 морски мини. Освен това, за противолодъчна отбрана са поставени два пневматични бомбомета за стрелба с дълбочинни бомби.

#### Авиационно въоръжение
Крайцерите от типа „Дука дели Абруци“ имат два катапулта, поставени побордно в района на втория комин. Авиационен хангар няма на крайцерите. Теоретически корабите могат да носят до четири хидросамолета, но стремежа да се избегне претрупването на палубата води до това, че на борда се вземат само два. По протежение на цялата война се използва поплавковият самолет разузнавач Ro.43, разработен от компанията Industrie Meccaniche Aeronautiche Meridionali. Този биплан е въоръжен с две 7,7 mm картечници Breda SAFAT. Операцията по вдигане на хидросамолета на борда отнема около половин час и се провежда при вълнение на морето не повече от 2 бала, за това след изпълнение на задачите бордовите самолети обикновено се връщат на бреговите бази.
| Екипаж, души                      | 2    |
| Тегло при излитане, kg            | 2400 |
| Мощност на двигателя, к.с.        | 700  |
| Максимална скорост, km/h          | 300  |
| Практически таван, m              | 6600 |
| Максимална далечина на полета, km | 1500 |

### Брониране
Типът „Дука дели Абруци“ продължава тенденцията за усилване на броневата защита при италианските леки крайцери. Общата маса на бронята достига 2131 тона или 24% от стандартната водоизместимост. За сравнение, при типа „Раймондо Монтекуколи“ този показател съставлява 1376 тона или 18,3%, за типа „Дука д’Аоста“ – 1670 тона или 20%. Такъв ръст на бронирането за първи път позволява не само да се даде на крайцерите надеждна защита от 152 mm снаряди, но на определени дистанции защитава и от 203 mm снаряди. Цялото брониране е изпълнено с круповска цементирана броня.
В конструкцията на бронирания пояс италианците отново използват разнесената защита. Външният брониран пояс има дебелина 30 mm и е предназначен за ликвидация на снарядните бронебойни капаци. Вътрешният броневи пояс има дебелина 100 mm, като има необичайна конструкция. Неговите плочи са огънати, достигайки горната и долната част на външния пояс, те са извити навътре в средната си част. Аналогично са направени и траверсите, имащи такива параметри, но без наклон към вътрешния пояс. Бордът над броневия пояс е изпълнен от 20 mm корабостроителна стомана. Броневата палуба захлупва броневия пояс и има увеличена до 40 mm дебелина. Горната палуба също е бронирана с плочи с дебелина 15 mm при борда и 10 mm близо към диаметралната плоскост. Така, конструкторите успяват да отстранят уязвимото място на предшестващите проекти.
Бойната рубка е защитена с броня дебела 140 mm, нейния покрив се прикрива със 75 mm броня. Кулите на главния калибър получават диференцирано брониране. Челото се прикрива със 135 mm броня, страничните стени – 35 mm, покрива – 60 mm. Барбетите на кулите имат дебелина 100 mm, но на някои участъци дебелината намалява до 90, 50 и 30 mm. Щитовете на универсалните оръдия имат 8 mm противоосколъчно брониране. Като цяло бронирането на проекта се оценява като сравнително добро, особено при защитата на артилерията.

### Главна енергетична установка
Машинно-котелните отделения на крайцерите от типа „Дука дели Абруци“ са компоновани в шахматен ред, по образец на тежките крайцери на типа „Зара“. Всичко имат осем котела– пет големи и три малки тип Yarrow. Те захранват с пара две турбини тип Parsons, с обща мощност 100 000 к.с. Независимо от снижената мощност, нарасналите по водоизместимост и ширина, кораби показват напълно прилични резултати на изпитанията, даже без свръхпроектно форсиране на турбините. „Дука дели Абруци“ развива ход от 34,78 възела при водоизместимост 8635 тона и мощност 103 991 к.с. „Джузепе Гарибалди“ развива 33,62 възела при водоизместимост 10 281 тона и мощност 104 030 к.с. В бойна обстановка поддържа ход от 31 – 32 възела. Запасът гориво съставлява 1680 тона. При скорост 14 възела крайцерите могат да изминат 5360 мили, при скорост 28 възела – 2400 мили, при скорост 31 възела – 1650 мили.

## Екипаж
Екипажът на крайцерите по проект наброява 640 души в мирно време, а във военно нараства до 692 души.

## Модернизации през военно време
Бидейки най-новите кораби на флота, крайцерите от типа „Дука дели Абруци“ не са подлагани на значителни модернизации в годините на Втората световна война. През 1943 г. от крайцерите са свалени неефективните 13,2 mm картечници и са заменени с пет сдвоени установки на 20 mm зенитни автомати Breda. През лятото на 1943 г. на „Абруци“ поставят германски радиолокатор FuMO 21/39G «De.Te». През 1944 г. от двата крайцера са свалени катапултите и торпедните апарати, а на тяхно място са поставени 2×1 100 mm/47 оръдия за стрелба с осветителни снаряди. Тогава на корабите са монтирани и британските радари тип 286.

## История на службата
| име                 | заложен             | спуснат          | влиза в строй       | отписан             |
| ------------------- | ------------------- | ---------------- | ------------------- | ------------------- |
| „Джузепе Гарибалди“ | 1 декември 1933 г.  | 21 април 1936 г. | 20 декември 1937 г. | 20 февруари 1971 г. |
| „Дука дели Абруци“  | 28 декември 1933 г. | 21 април 1936 г. | 1 декември 1937 г.  | 1 април 1961 г.     |

### „Джузепе Гарибалди“
„Джузепе Гарибалди“ е построен от корабостроителницата на компанията Cantieri Ruiniti dell’Adriatico (CRDA) в Триест. Крайцерът влиза в строй на 20 декември 1937 г. и след края на курса по бойна подготовка е зачислен в 8-ма дивизия крайцери. В нейния състав участва в операциите на италианския флот в поддръжка на генерал Франко. На 7 април 1939 г. „Джузепе Гарибалди“ поддържа с огъня си десанта на италианските войски в порт Драч в хода на нахлуването на италианските войски в Албания. След влизането на Италия във Втората световна война „Джузепе Гарибалди“ обикновено действа съвместно с „Дука дели Абруци“. От декември 1940 г. до март 1941 г. крайцерите от този тип оперират в Адриатическо море. През лятото на 1941 г. те са привлечени към прикритието на италианските конвои за Северна Африка. В хода на един от тези походи на 28 юли 1941 г. „Гарибалди“ е атакуван от британската подводница Upholder и получава торпедно попадение в носовата част при първата кула на главния калибър. Корабът приема 700 тона вода, но самостоятелно достига до Палермо. Ремонтът на крайцера се провежда в Неапол и се проточва с четири месеца.
След връщането в строй на „Гарибалди“ той отново участва в конвойни операции. На 22 ноември 1941 г. той прикрива повредения „Абруци“ от атаките на вражеската авиация. От декември 1941 г. до март 1942 г. крайцерът участва в провеждането на още три конвоя. После, до края на юни 1942 г., корабът бездейства поради липса на гориво. В течение на следващата година „Гарибалди“ носи рутинна служба в италиански и гръцки пристанища, рядко излизайки в морето. След излизането на Италия от войната, двата крайцера от типа „Абруци“ преминават на служба към съюзниците. Планирано е „Гарибалди“ да отплава за Фрийтаун заедно с „Абруци“ за прихващане на немските блокадопробивачи, но ремонтът на кораба се проточва. Фактически „Гарибалди“ пристига във Фрийтаун едва на 18 март 1944 г., но операциите от този тип вече са прекратени и след седмица крайцерът се насочва обратно за Италия. Останалото до края на войната време „Гарибалди“ действа в ролята на бързоходен войскови транспорт.
След края на Втората световна война „Гарибалди“ е зачислен в състава на новия италиански флот. В периода 1950 – 1953 г. той заедно с „Абруци“ преминава модернизация, в хода на която броя на 100 mm сдвоени установки е намален до два, всички италиански зенитни автомати са свалени и вместо тях са поставени произведените по лиценз 40 mm автомати „Бофорс“ на брой 24 ствола. Свален е един комин и два котела, в резултат на което скоростта пада до 29 възела. През 1957 г. „Джузепе Гарибалди“ влиза за радикална реконструкция. От крайцера е свалена цялата артилерия. Вместо предишното въоръжение поставят в носовата част две сдвоени 135 mm универсални артустановки нов модел. Оръдията са напълно автоматизирани и могат да изстрелват до 40 снаряда в минута на ствол. Втори калибър стават най-новите 76 mm автомати M.M.I., които са поставени на брой 8 единици. Главен калибър на кораба става американският ЗРК RIM-2 Terrier, поставен на кърмата. Комплексът има сдвоена ракетна пускова установка, в погреба корабът носи 72 ракети. Напълно заменени са радиоелектронните системи на кораба. Уникална особеност на „Гарибалди“ става оборудването на него на четири шахтени пускови установки за балистични ракети UGM-27 Polaris американско производство с ядрени бойни глави. Направени са и учебни стрелби, но след Карибската криза от 1962 г. НАТО се отказва от ред ракетни програми и балистичните ракети така и не се поставят на „Гарибалди“. „Джузепе Гарибалди“ е изваден от състава на флота на 20 февруари 1971 г. и е разкомплектова за метал в периода 1976 – 1979 г.

### „Дука дели Абруци“
„Дука дели Абруци“ е построен от компанията Odero Terni Orlando (OTO) в Специя и влиза в строй на 1 декември 1937 г. След това е включен в състава на 8-ма дивизия на 1-ва ескадра. Крайцерът успява да участва в операциите на италианския флот при бреговете на Испания, с цел поддръжка на франкистите в хода на гражданската война там. В началото на 1939 г. „Абруци“ посещава Португалия, след което става флагмански кораб на 8-ма ескадра. През април 1939 г. крайцерът участва в поддръжката на италианската операция за превземането на Албания и за първи път открива огън в бойна обстановка.
След влизането на Италия във Втората световна война, „Абруци“ участва в много от операциите на флота. Крайцерът влиза в състава на италианското съединения в хода на боя при Калабрия на 9 юли 1940 г., в хода на което няма никакви успехи, но и не получава повреди. В периода декември—март 1940 г. „Абруци“ заедно с „Гарибалди“ действат в Адриатическо море, съпровождайки войсковите конвои. На 4 март 1940 г. крайцерите обстрелват позиции на гръцките войски. В хода на тази операция те са атакувани от британската авиация, но не получават попадения. На 28 март 1940 г. „Абруци“ в състава на 8-ма дивизия има незначително участие в боя при нос Хавдос против британските крайцери. В решаващото сражение при носа Матапан не участва.
През май 1940 г. „Абруци“ два пъти излиза в морето за прикритие на конвои за Северна Африка в състава на съединения на флота. На 21 май 1940 г. той е атакуван от британската подводница Urge, но торпедата пропускат. В периода август—септември 1941 г. „Абруци“ на два пъти участва в неуспешните опити на италианския флот да прихване британските конвои за Малта. През ноември 1941 г. крайцера е включен в състава на силите за прикритие на голям италиански конвой, насочващ се към Либия. В хода на тази мисия италианските кораби са подложени на атаки от британски подводници и британската авиация, действащи от остров Малта. В нощта на 22 ноември 1941 г. „Абруци“ получава попадение от авиационно торпедо в кърмовата част и губи ход. Командирът на конвоя оставя повреденият крайцер под прикритието на два разрушителя и продължава нататък. Междувременно, екипажът на „Абруци“ се опитва да възстанови работата на машините и рулевото управление. Разрушителите нееднократно вземат крайцера на буксир, но са принудени всеки път да прекратяват буксировката вследствие на продължаващите се атаки на британските бомбардировачи и торпедоносци. Едва близо към изгрева „Абруци“ дава ход от 4 възела, частично поправя руля, и се насочва за Месина, където пристига към обяд на 23 ноември 1941 г. При прехода го съпровождат крайцера „Гарибалди“ и четири разрушителя.
Ремонтът на „Абруци“ се прави на различни места и завършва през юли 1942 г. Към това време италианският флот практически бездейства вследствие дефицит на гориво. Крайцерът се базира в различни портове на Южна Италия и Гърция, но в морето излиза крайно рядко. След подписването на примирието, „Абруци“ пристига в Малта, през септември 1943 г. В състава на 8-ма дивизия крайцери той е изпратен във Фрийтаун, където пристига на 13 ноември 1943 г. В периода до 7 февруари 1944 г. „Абруци“ има пет излизания в Атлантика с цел прихващане на немските блокадопробивачи, но няма успех. През април 1944 г. крайцерът се връща в Италию и до края на войната се използва в ролята на войскови транспорт.
След края на войната „Абруци“ е оставен в състава на възродения италиански флот. В периода 1950 – 1953 г. той преминава модернизация, в хода на която броя на 100 mm сдвоени установки е съкратен до две, всички отечествени зенитни автомати са свалени и вместо тях са поставени произведените по лиценз 40 mm автомати „Бофорс“ в количество 24 ствола (4×4 и 4×2). Свален е единия комин и два котела, в резултат на което скоростта му се снижава до 29 възела. През 1954 г. на „Абруци“ поставят радиолокационни станции американско производство и преустройват надстройките. Артилерията на главния калибър е напълно съхранена. На 1 май 1961 г. „Дука дели Абруци“ е изключен от списъците на флота и през 1965 г. е разкомплектован за скрап.

## Оценка на проекта
Крайцерите от типа „Дука дели Абруци“ стават най-съвършените леки крайцери на Кралските военноморски сили на Италия. Тяхното построяване ознаменува окончателното оттегляне на ръководството на флота от създаването на олекотени крайцери-разузнавачи и преход към строителството на пълноценни леки крайцери. Корабите от този тип получават солидна бронева защита, тяхното въоръжение е чувствително усилено, мореходността е значително подобрена. При това скоростните качества на типа „Абруци“ се намират на достатъчно добро ниво и не отстъпват на аналогичните кораби на потенциалните противници. Сравнението на типа „Абруци“ със съвременните им леки крайцери на другите европейски държави позволява да се заключи, че италианските конструктори успояват да създадат напълно удачен проект, който като цяло не отстъпва на чуждестранните аналози, а по някои параметри дори ги превъзхожда.
| Сравнителни ТТХ на „Дука дели Абруци“ и неговите потенциални противници | Сравнителни ТТХ на „Дука дели Абруци“ и неговите потенциални противници | Сравнителни ТТХ на „Дука дели Абруци“ и неговите потенциални противници | Сравнителни ТТХ на „Дука дели Абруци“ и неговите потенциални противници | Сравнителни ТТХ на „Дука дели Абруци“ и неговите потенциални противници | Сравнителни ТТХ на „Дука дели Абруци“ и неговите потенциални противници |
| Основни елементи                                                        | Италия „Дука дели Абруци“                                               | Франция „Ла Галисионер“                                                 | Великобритания „Леандър“                                                | Великобритания „Саутхемптън“                                            | Великобритания „Глостър“                                                |
| ----------------------------------------------------------------------- | ----------------------------------------------------------------------- | ----------------------------------------------------------------------- | ----------------------------------------------------------------------- | ----------------------------------------------------------------------- | ----------------------------------------------------------------------- |
| Водоизместимост, стандартна/пълна, t                                    | 9050/11 346                                                             | 7600/9100                                                               | 7270/9189                                                               | 9100/11 350                                                             | 9400/11 660                                                             |
| Енергетична установка, к.с.                                             | 100 000                                                                 | 84 000                                                                  | 72 000                                                                  | 75 000                                                                  | 82 500                                                                  |
| Максимална скорост, възела                                              | 34                                                                      | 31                                                                      | 32,5                                                                    | 32                                                                      | 32,3                                                                    |
| Далечина на плаване, мили на скорост, възела                            | 5360 (14)                                                               | 5500 (14)                                                               | 5730 (13)                                                               | 7700 (13)                                                               | 7850 (13)                                                               |
| Артилерия на главния калибър                                            | 2×2 и 2×3 – 152 mm                                                      | 3×3 – 152 mm                                                            | 4×2 – 152 mm                                                            | 4×3 – 152 mm                                                            | 4×3 – 152 mm                                                            |
| Универсална артилерия                                                   | 4×2 – 100 mm                                                            | 4×2 – 90 mm                                                             | 4×2 – 102 mm                                                            | 4×2 – 102 mm                                                            | 4×2 – 102 mm                                                            |
| Лека зенитна артилерия                                                  | 4×2 – 37 mm, 4×2 – 13,2 mm                                              | 4×2 – 13,2 mm                                                           | 3×4 – 12,7 mm                                                           | 2×4 – 40 mm, 2×4 – 12,7 mm                                              | 2×4 – 40 mm, 2×4 – 12,7 mm                                              |
| Торпедно въоръжение                                                     | 2×3 – 533-мм ТА                                                         | 2×2 – 550-мм ТА                                                         | 2×4 – 533-мм ТА                                                         | 2×3 – 533-мм ТА                                                         | 2×3 – 533-мм ТА                                                         |
| Брониране, mm                                                           | Борд – 30+100, палуба – 15+40, кули – 135, рубка – 140                  | Борд – 105+20, палуба – 38, кули – 100, рубка – 95                      | Борд – 76, палуба – 32, кули – 25                                       | Борд – 114, палуба – 32, кули – 25                                      | Борд – 114, палуба – 51, кули – 102                                     |
| Екипаж, души                                                            | 692                                                                     | 674                                                                     | 570                                                                     | 800                                                                     | 800                                                                     |